# Biegacze (baśń)
Biegacze, Szybkobiegacze (duń. Hurtigløberne) – baśń literacka autorstwa Hansa Christiana Andersena, wydana po raz pierwszy w 1858 roku.
Baśń jest ironiczną oceną ludzkich rywalizacji, osądów, opinii i wszelkiego rodzaju ciał sędziowskich.

## Publikacja
Baśń o Biegaczach została opublikowana przez Andersena po raz pierwszy w Kopenhadze 15 maja 1858 roku w antologii Nowe Bajki i Opowieści. Pierwsza Seria. Druga Kolekcja. 1858 (duń. Nye Eventyr og Historier. Første Række. Anden Samling. 1858). W tomie znalazły się też baśnie literackie: Córka króla moczarów (duń. Dynd-Kongens Datter) i Głębia dzwonu (duń. Klokkedybet). Andersen dedykował tom Læssøe z d. Abrahamson. Biegaczy wznawiano za życia pisarza w 1867 i 1870 roku.

## Polskie przekłady
Baśń została przetłumaczona na język polski:
- 1892 – Szybkobiegacze: tłum. anonimowe, Bajki i opowiadania, Warszawa
- 1931 – Szybkobiegacze: Stefania Beylin, Baśnie, Warszawa
- 2006 – Biegacze: Bogusława Sochańska, Baśnie i opowieści. T. II: 1852–1862, Poznań (z oryginału duńskiego)

## Fabuła
Ogłoszony zostaje konkurs na największą szybkość w bieganiu w ciągu roku, w którym przyznaje się dwie nagrody: dużą i małą. Zwycięzcą zostaje zając, który chwali się otrzymaniem pierwszej nagrody. Zając jest jednak oburzony, że ślimak otrzymuje drugą nagrodę. Słup drogowy broni decyzji jury, twierdząc, że liczy się też wysiłek i dobra wola. Wyjaśnia, że ślimak poświęcił życie wyścigowi i odniósł kontuzję z powodu pośpiechu.
Jaskółka uważa, że też zasłużyła na nagrodę, bo lata szybko i daleko. Słup jej odpowiada, że brak przywiązania do ojczyzny ją dyskwalifikuje. Ptaszek pyta, czy mógłby być brany pod uwagę, gdyby zimował w kraju. Słup mówi, że musi wtedy przynieść zaświadczenie od bagiennej wiedźmy.
Ślimak twierdzi, że bardziej niż zając zasługuje na pierwszą nagrodę. Uważa, że zając biega ze strachu, a on z poświęcenia i powagi. Staruszek znak twierdzi, że głosował według systemu literowego, że porządek i logika są niezbędne przy podejmowaniu decyzji. Muł twierdzi, że gdyby mógł, zagłosowałby na siebie. Zwraca uwagę, że trzeba też doceniać siłę, pożytek i estetykę, szczególnie chodzi mu o uszy, które przypominają te zajęcze.
Mucha chwali się, że prześcignęła wiele zajęcy, bo leciała na lokomotywie. Dzikiej róży wydaje się, że to promień słoneczny powinien dostać obie nagrody. Uważa, że jego piękno i siła budzą całą naturę, ale nikt tego nie docenił.
Dżdżownica, która się spóźnia, dowiaduje się, że pierwszą nagrodą jest wolny dostęp do ogrodu z kapustą, a ślimak zostaje nowym sędzią w przyszłych wyścigach.

## Galeria

Ilustracje baśni Biegacze autorstwa Lorenza Frølicha
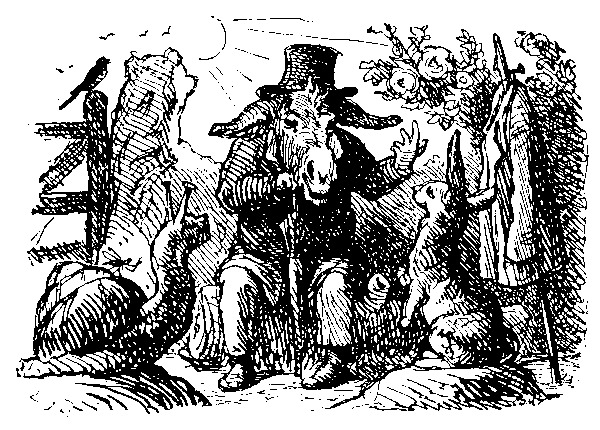
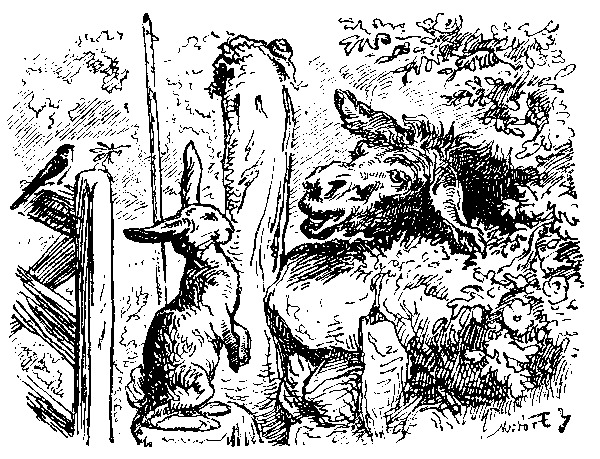
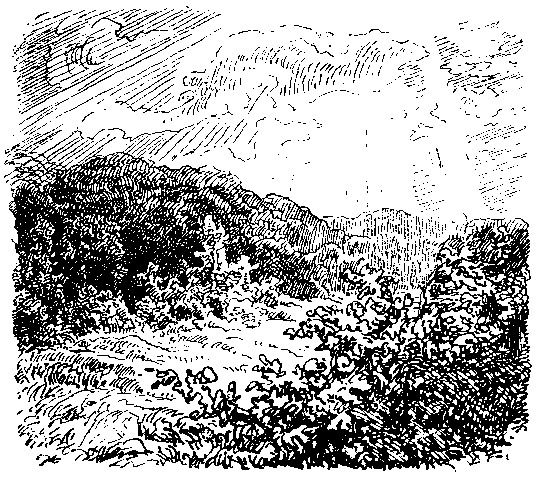
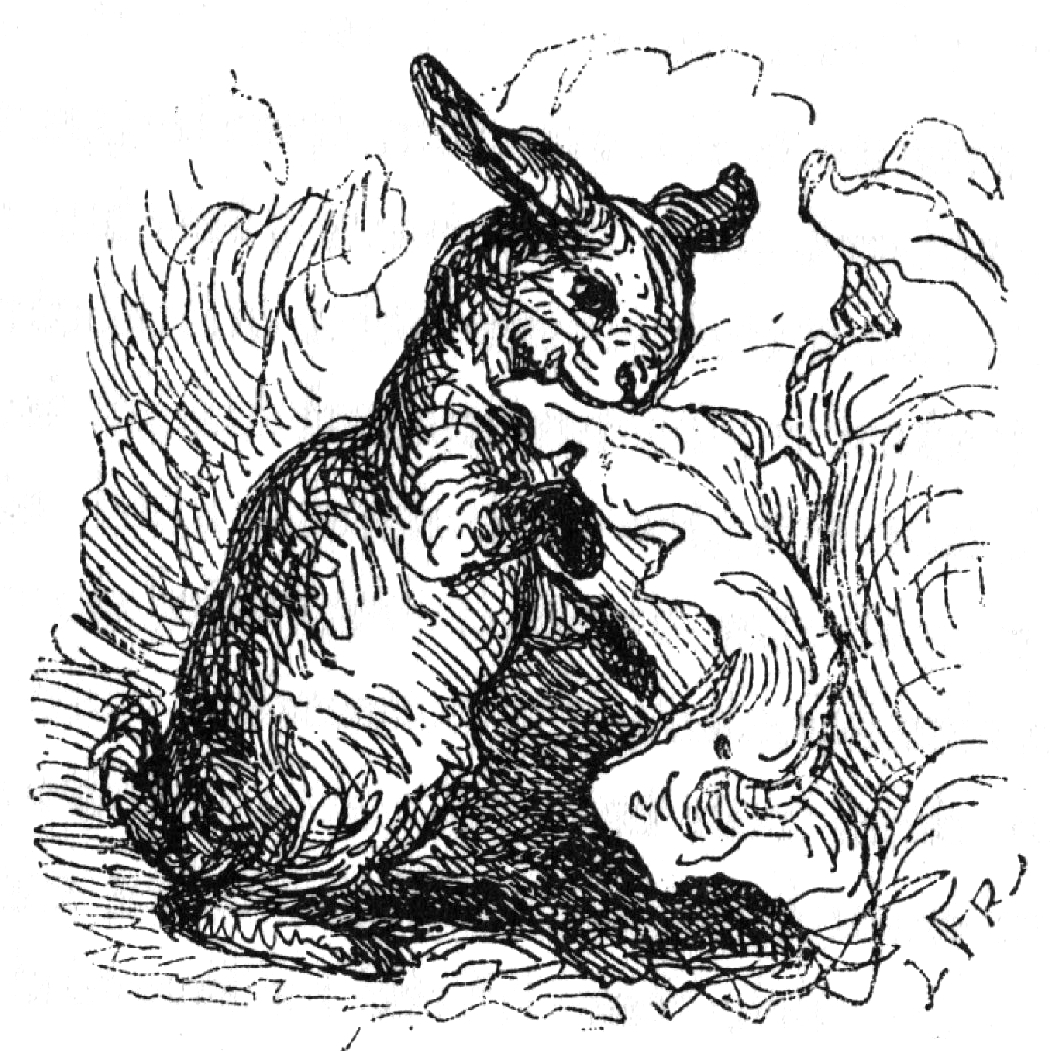